# Gigi Hadid

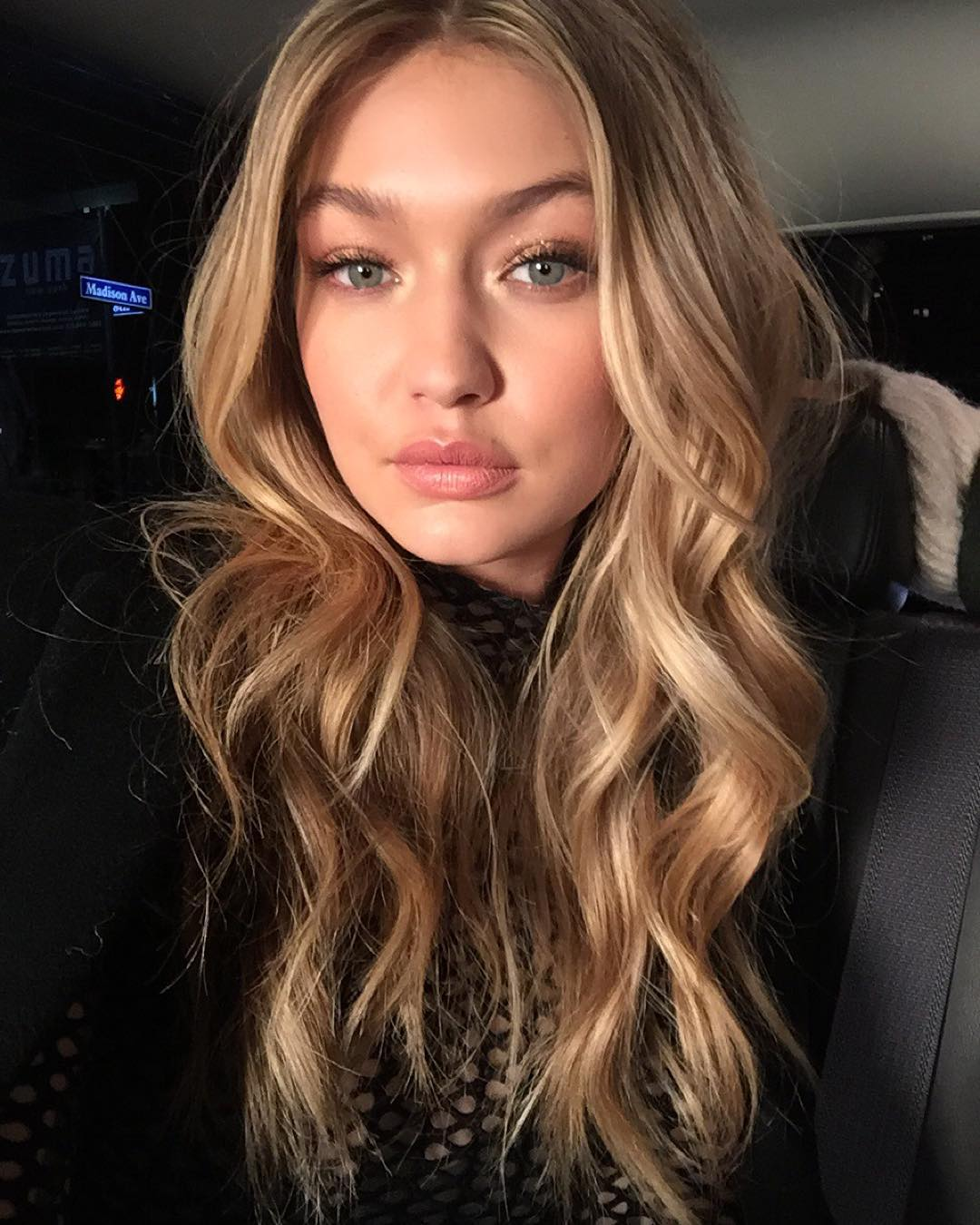
Gigi Hadid (2015)

Jelena Noura „Gigi“ Hadid (* 23. April 1995 in Los Angeles) ist ein US-amerikanisches Model. Im Jahr 2016 wurde sie von der British Fashion Council zum „International Model of the Year“ ernannt. Im Laufe ihrer Karriere erschien Hadid 45 mal in der internationalen Vogue. Die Online-Datenbank Models.com zählt sie zu den „New Supers“. Seit 2017 ist Hadid eines der bestbezahlten Models der Welt.
Hadid gehört zusammen mit Bella Hadid, Kendall Jenner, Kaia Gerber, Lily Rose Depp, Amelia Gray usw. zur neuen Welle der Instagram-Nepotismus-Models. Diese Art von Models werden oft wegen ihres privilegierten Hintergrunds kritisiert und beschuldigt, nicht genug zu arbeiten. Hadid wird oft für ihren „Runway walk“ kritisiert.

## Frühes Leben

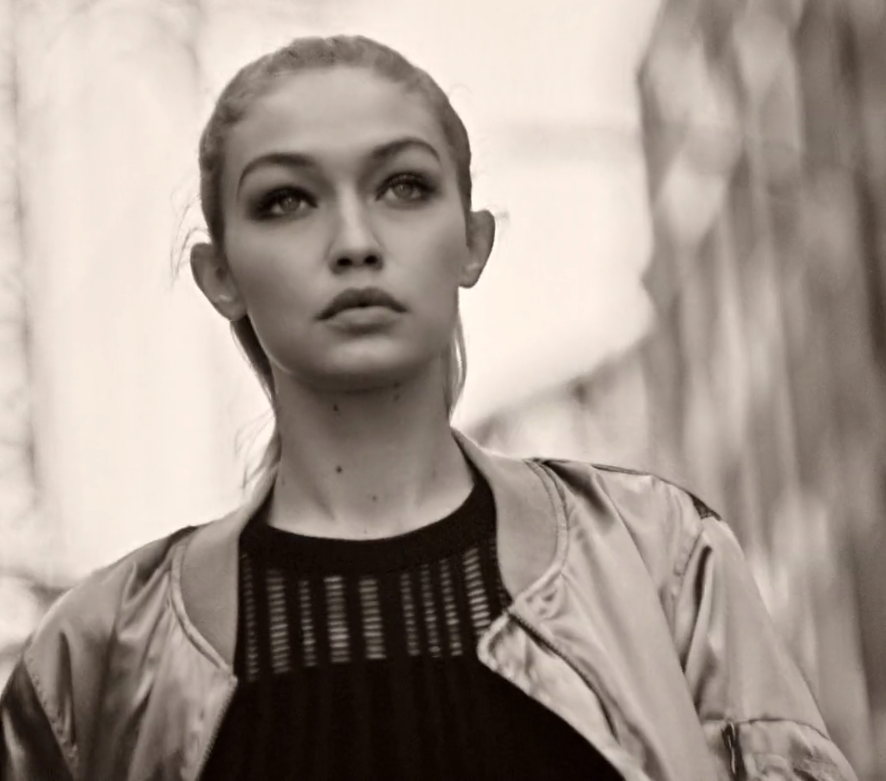
Gigi Hadid (2015)

Gigi Hadid wurde 1995 in Los Angeles geboren und ist die Tochter des palästinensischen Immobilieninvestors Mohamed Hadid und des ehemaligen niederländischen Models Yolanda Hadid. Sie ist die ältere Schwester von Bella Hadid, die ebenfalls als Model tätig ist. Außerdem hat sie noch einen jüngeren Bruder sowie mehrere Halbgeschwister. Hadid und ihre Geschwister wuchsen auf einer Ranch in Santa Barbara auf und zogen später nach Malibu um.

## Karriere

### 1997–2012
Hadids Modelkarriere begann, als sie zwei Jahre alt war, nachdem Guess-Mitbegründer Paul Marciano sie entdeckt hatte. Sie erschien in Baby-Guess-Werbung, bevor sie aufhörte, um sich auf die Schule zu konzentrieren. Im Jahr 2011 kehrte sie zum Modeln zurück, nahm die Zusammenarbeit mit Marciano wieder auf und wurde 2012 das Gesicht einer Guess-Kampagne. Als Erwachsene hat sie für drei Kampagnen von Guess gearbeitet.

### 2013–2016
Nachdem sie 2013 bei IMG Models unterschrieben hatte, gab Hadid im Februar 2014 ihr Debüt auf der New Yorker Modewoche, wo sie für Desigual lief. Im selben Monat gelang ihr der Durchbruch in der Modewelt, als sie auf dem Cover von Carine Roitfelds CR Fashion Book erschien. Am 15. Juli 2014 spielte sie an der Seite des Schauspielers und Models Patrick Schwarzenegger die Hauptrolle in der Herbst/Winter-Kampagne von Tom Ford Eyewear. Am 5. September 2014 war sie Co-Gastgeberin bei den Daily Front Row's Fashion Media Awards in New York City. Außerdem war sie in Kampagnen für Tom Ford F/W 2014, Tom Ford Velvet Orchard Fragrance und Tom Ford Beauty 2014 zu sehen. 2014 war sie auf dem Cover der Zeitschrift Galore zu sehen.
Hadids Karriere gestaltete sich anfangs schwierig; viele Agenturen lehnten sie mit der Begründung ab, dass sie für ein Model zu dick sei. Hadid erschien in den Magazinen VMAN, Elle, Grazia, Cleo, Vogue und Paper, darüber hinaus ist sie auf den Titelseiten der Magazine Galore, Schön! und Carine Roitfeld’s CR Fashion Book abgebildet. 2012 war sie das Face of Guess. Als eines von zwölf Nachwuchsmodels wurde sie 2014 in der jährlich erscheinenden Bademoden-Ausgabe der Sports Illustrated gezeigt. 2015 gewann sie den „Model of the Year Award“ der Zeitschrift The Daily Front Row’s. Ende desselben Jahres war sie erstmals bei einer Victoria’s Secret Fashion Show als Laufstegmodell zu sehen.
Seit 2015 ist Hadid Werbeträgerin für Maybelline und Cara Delevingnes Nachfolgerin als Repräsentantin des Modelabels Topshop. Hadid trat zudem in mehreren Musikvideos auf. Unter anderem ist sie in den Videos zu Bad Blood von Taylor Swift, Simplethings von Miguel und Pillow Talk von Zayn Malik zu sehen. Im Video zu Calvin Harris’ Dance-Track How Deep Is Your Love, der sich international in den Charts platzierte, spielte sie die Hauptrolle. Des Weiteren ist sie mehrmals in der TV-Serie The Real Housewives of Beverly Hills zu sehen.
Im Jahr 2016 lief sie für Versace, Chanel, Elie Saab, Fendi, Marc Jacobs, Anna Sui, Miu Miu, Balmain, Diane Von Furstenberg, Tommy Hilfiger, Fenty x Puma, Isabel Marant und Giambattista Valli.

### 2017 bis heute
Im August 2017 machte sie ihr zweites Cover für die amerikanische Vogue, das sie sich mit ihrem damaligen Freund Zayn Malik teilte.
Die dritte Kollektion von Tommy Hilfiger und Hadid wurde im September 2017 präsentiert. Während des Modemonats Herbst/Winter 2017 in New York, Mailand und Paris eröffnete sie die Schauen für Jeremy Scott, Anna Sui, Versus (Versace), Alberta Ferretti, Missoni, H&M und Balmain; und schloss die Shows für Isabel Marant, Moschino, Max Mara und Anna Sui. Außerdem veröffentlichte sie die erste Kollektion von zwei neuen Kooperationen mit Vogue Eyewear und Messika Jewelry.
Zum Abschluss des Jahres 2017 wurde sie neben Nicole Kidman, Solange Knowles, Muzoon Almellehan und anderen zu einer der Frauen des Jahres von Glamour ernannt.
Das Jahr 2018 begann sie mit mehreren High-Fashion-Kampagnen, unter anderem für Valentino, Moschino, Versace und Fendi. Außerdem veröffentlichte sie ihre zweite Zusammenarbeit mit Vogue Eyewear und Messika Jewelry. Im Februar präsentierte sie während der Modewoche in Mailand die vierte und letzte Saison ihrer Capsule Collection mit Tommy Hilfiger.
Im November 2018 kündigte sie ihre erste Zusammenarbeit mit Reebok an und entwarf Turnschuhe für die Marke, die ab dem 7. Dezember in begrenzter Stückzahl erhältlich sein werden; die komplette Kollektion soll im Februar 2019 erscheinen. Im selben Monat kehrte sie auch zum dritten Mal zur Victoria’s Secret Fashion Show zurück. Anfang 2019 erschien sie auf mehreren internationalen Vogue-Covern, darunter Vogue Czechoslovakia, Vogue Arabia und Vogue Hong Kong.
Im August 2022 gab Hadid bekannt, dass sie ihre erste eigene Bekleidungslinie Guest in Residence auf den Markt bringen würde. Im Jahr 2023 moderierten Hadid und Tan France gemeinsam den Reality-Mode-Wettbewerb Next In Fashion. Die Show wurde am 3. März 2023 auf Netflix veröffentlicht. Im 2023 kam sie zurück für Victoria’s Secret „The Tour.“

## Kontroversen
Hadid wurde wiederholt vorgeworfen, dass sie vor allem auf Social Media antisemitische Inhalte verbreitet. Im Jahr 2021 wurde sie in einer umstrittenen ganzseitigen Anzeige in Gwer New York Times der „Verunglimpfung des jüdischen Staates“ (in Bezug auf Israel) beschuldigt.
Nach dem russischen Überfall auf die Ukraine 2022 verglich sie die Situation der ukrainischen Bevölkerung mit der palästinensischen und wurde daraufhin in den israelischen Medien kritisiert.
Ein am 15. Oktober 2023 auf ihrem Instagram veröffentlichter Beitrag, der das Verhalten der israelischen Regierung als „nicht jüdisch“ bezeichnete, wurde von dieser für ihre mangelnde Solidarität mit den bei dem Terrorangriff der Hamas auf Israel verletzten und ermordeten Israelis kritisiert. Auch ihre Weigerung, die Terrororganisation Hamas zu verurteilen, wurde kritisiert. Die israelische Regierung reagierte auf Hadids Statement direkt. Neben einem Screenshot von Hadids Posting hieß es auf dem offiziellen Account der Regierung: „Es gibt nichts Heldenhaftes am Massaker der Hamas an Israelis.“ Es sei auch nicht anti-palästinensisch, die Hamas zu verurteilen. Andere, wie das Magazin Rolling Stone, bezeichneten die Reaktionen als Übertreibung.
Außerdem verbreitete sie nach dem Terroranschlag der Hamas am 7. Oktober 2023 Fehlinformationen über die israelische Behandlung palästinensischer Gefangener. Später zog sie die Aussage zurück und entschuldigte sich für die Verbreitung unrichtiger Informationen.
2017 sorgte Hadid für Aufsehen, als sie stereotype Merkmale „asiatischer“ Menschen in spöttischer Art und Weise nachahmte. Später entschuldigte sie sich für ihr Verhalten.

## Persönliches
Im Jahr 2014 war sie mit dem australischen Sänger Cody Simpson zusammen und trennte sich dann im Jahr 2015. Im selben Jahr kam sie mit Zayn Malik zusammen, mit dem sie immer wieder eine Beziehung führte. Im Jahr 2020 begrüßten sie ihr erstes Kind: Khai Hadid Malik. Im Jahr 2021 trennten sie sich wegen eines Streits zwischen Malik und Hadids Mutter.
Im Jahr 2023 begann Hadid eine Beziehung mit dem Schauspieler Leonardo DiCaprio, die nach einem Jahr endete. Derzeit ist sie mit dem Schauspieler Bradley Cooper zusammen.

## Filmografie

### Serien
- The Real Housewives of Beverly Hills (2012–2016)
- MasterChef
- RuPaul’s Drag Race (Episode: Staffel 8, Woche 5)
- Lip Sync Battle (Episode: Gigi Hadid vs. Tyler Posey)
- Next in Fashion (2023)
- Never Have I Ever (2022) narrator of Paxton Hall-Yoshida

### Kurzfilme
- 2011: Virgin Eyes
- 2015: Those Wrecked by Success
- 2018: Pirelli Calendar

### Musikvideos
- 2014: Surfboard von Cody Simpson
- 2014: Simplethings von Miguel
- 2015: Bad Blood von Taylor Swift
- 2015: Flower von Cody Simpson
- 2015: How Deep Is Your Love von Calvin Harris und Disciples
- 2015: Cake by the Ocean von DNCE
- 2016: Pillowtalk von Zayn